# Saint-Flour-de-Mercoire
Pour les articles homonymes, voir Saint-Flour et Mercoire (homonymie).
Saint-Flour-de-Mercoire est une commune française, située dans le nord-est du département de la Lozère en région Occitanie.
Exposée à un climat de montagne, elle est drainée par le Donozau, le Langouyrou et par divers autres petits cours d'eau. La commune possède un patrimoine naturel remarquable composé d'une zone naturelle d'intérêt écologique, faunistique et floristique.
Saint-Flour-de-Mercoire est une commune rurale qui compte 185 habitants en 2022, après avoir connu un pic de population de 416 habitants en 1891.  Ses habitants sont appelés les Saint-Flouriens ou  Saint-Flouriennes.

## Géographie

### Localisation
La commune est située à proximité de la forêt de Mercoire sur un plateau granitique de 1 090 hectares, à 1 000 m d’altitude.

### Communes limitrophes
Les communes limitrophes sont  Cheylard-l'Évêque, Langogne, Luc et Rocles.
|        | Langogne                |     |
| Rocles | Saint-Flour-de-Mercoire | Luc |
|        | Cheylard-l'Évêque       |     |

### Hameaux et lieux-dits
Quatre villages composent la commune : les Choisinets, les Huttes, l'Herm et le chef-lieu, Saint-Flour-de-Mercoire.

### Climat
Pour des articles plus généraux, voir Climat de l'Occitanie et Climat de la Lozère.
En 2010, le climat de la commune est de type climat de montagne, selon une étude s'appuyant sur une série de données couvrant la période 1971-2000. En 2020, Météo-France publie une typologie des climats de la France métropolitaine dans laquelle la commune est exposée à un climat de montagne ou de marges de montagne et est dans la région climatique Sud-est du Massif Central, caractérisée par une pluviométrie annuelle de 1 000 à 1 500 mm, minimale en été, maximale en automne.
Pour la période 1971-2000, la température annuelle moyenne est de 8 °C, avec une amplitude thermique annuelle de 15,8 °C. Le cumul annuel moyen de précipitations est de 1 074 mm, avec 9,9 jours de précipitations en janvier et 6 jours en juillet. Pour la période 1991-2020, la température moyenne annuelle observée sur la station météorologique la plus proche, située sur la commune de Châteauneuf-de-Randon à 13 km à vol d'oiseau, est de 7,5 °C et le cumul annuel moyen de précipitations est de 919,4 mm,. Pour l'avenir, les paramètres climatiques de la commune estimés pour 2050 selon différents scénarios d'émission de gaz à effet de serre sont consultables sur un site dédié publié par Météo-France en novembre 2022.

### Milieux naturels et biodiversité

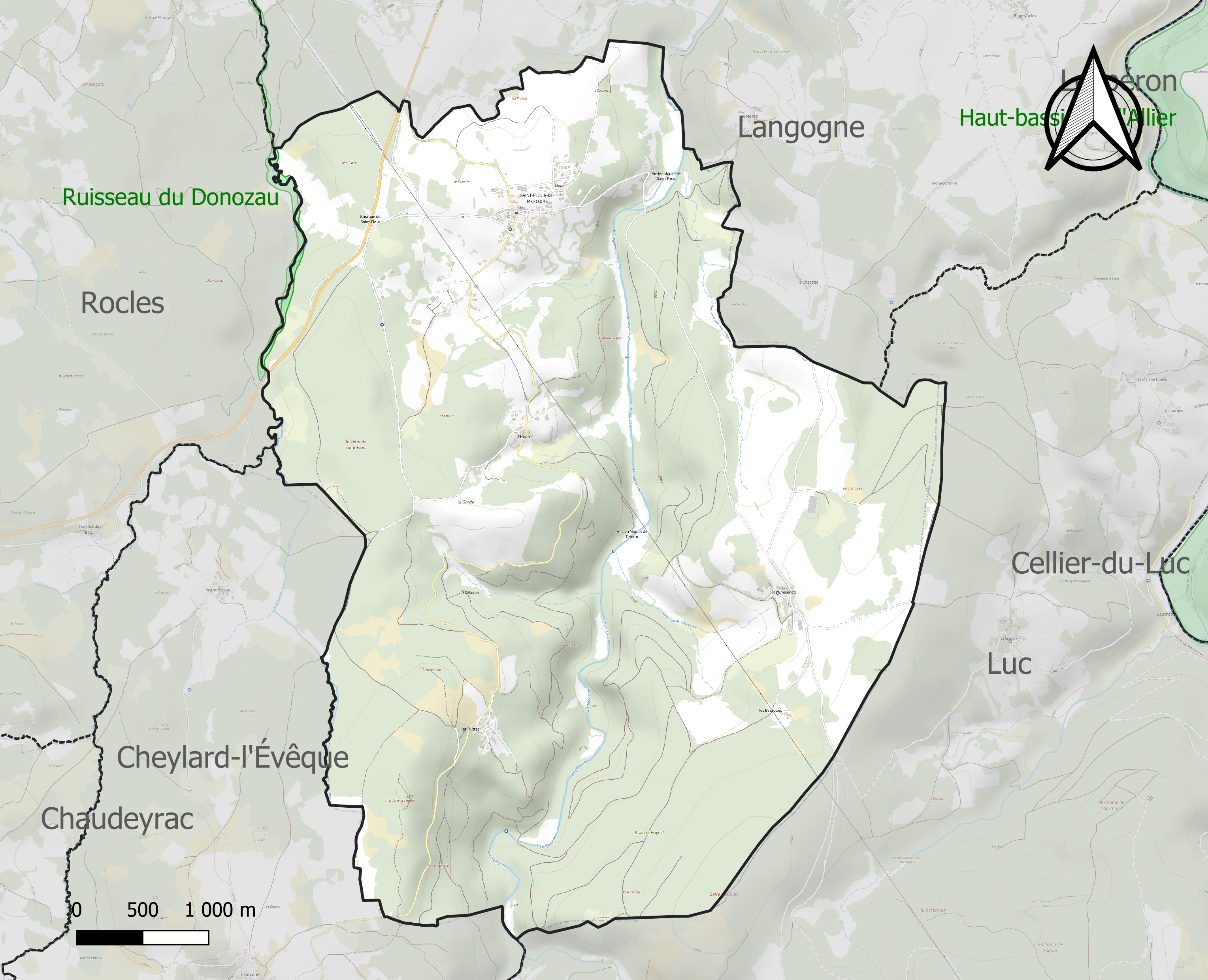
Carte de la ZNIEFF de type 1 localisée sur la commune.

L’inventaire des zones naturelles d'intérêt écologique, faunistique et floristique (ZNIEFF) a pour objectif de réaliser une couverture des zones les plus intéressantes sur le plan écologique, essentiellement dans la perspective d’améliorer la connaissance du patrimoine naturel national et de fournir aux différents décideurs un outil d’aide à la prise en compte de l’environnement dans l’aménagement du territoire.
Une ZNIEFF de type 1 est recensée sur la commune :
le « ruisseau du Donozau » (16 ha), couvrant 3 communes du département.

## Urbanisme

### Typologie
Au 1er janvier 2024, Saint-Flour-de-Mercoire est catégorisée commune rurale à habitat dispersé, selon la nouvelle grille communale de densité à sept niveaux définie par l'Insee en 2022.
Elle est située hors unité urbaine et hors attraction des villes,.

### Occupation des sols
L'occupation des sols de la commune, telle qu'elle ressort de la base de données européenne d’occupation biophysique des sols Corine Land Cover (CLC), est marquée par l'importance des forêts et milieux semi-naturels (73,4 % en 2018), en diminution par rapport à 1990 (78,1 %). La répartition détaillée en 2018 est la suivante : 
forêts (65,1 %), prairies (21,9 %), milieux à végétation arbustive et/ou herbacée (8,2 %), zones agricoles hétérogènes (4,7 %). L'évolution de l’occupation des sols de la commune et de ses infrastructures peut être observée sur les différentes représentations cartographiques du territoire : la carte de Cassini (XVIIIe siècle), la carte d'état-major (1820-1866) et les cartes ou photos aériennes de l'IGN pour la période actuelle (1950 à aujourd'hui).

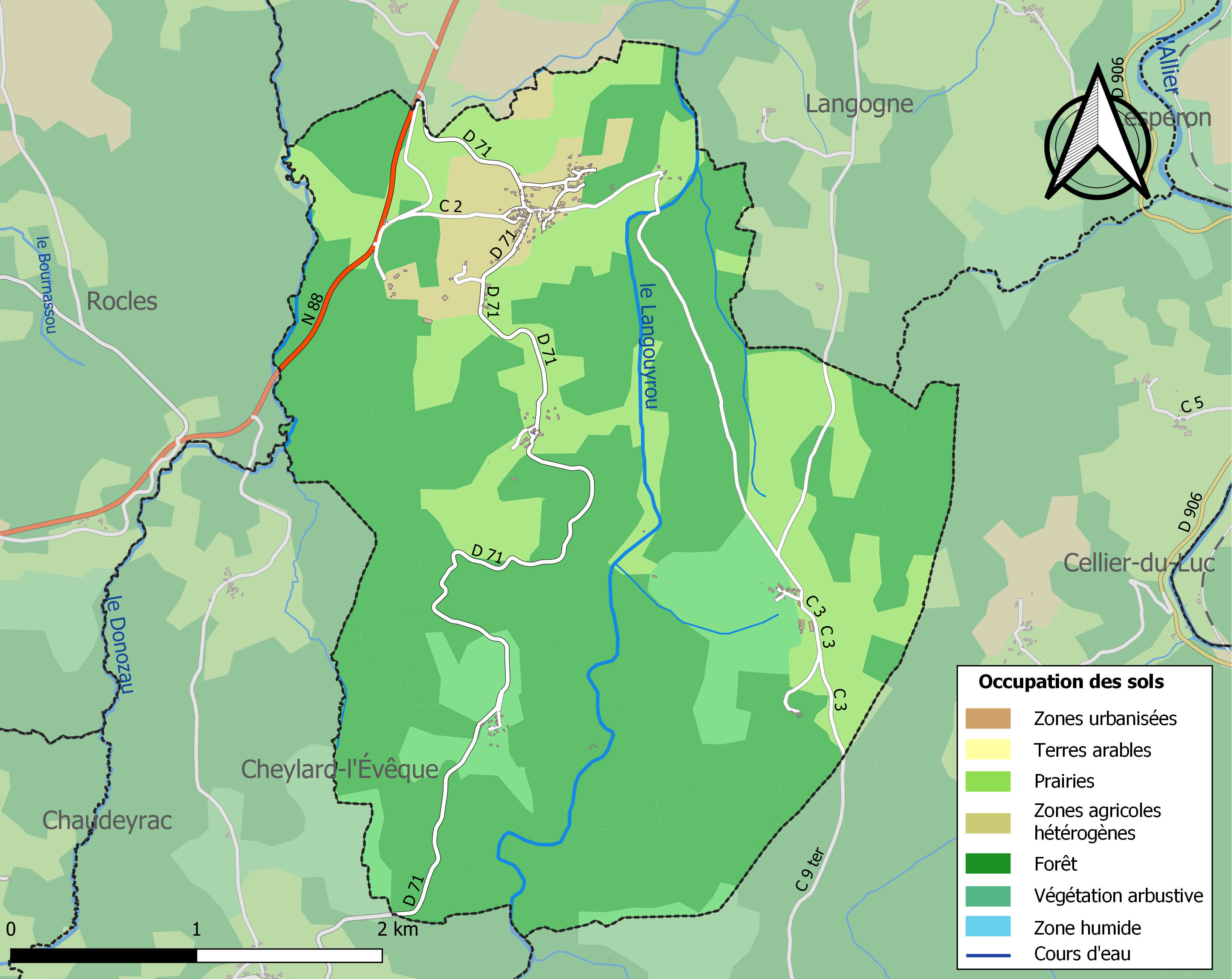
Carte des infrastructures et de l'occupation des sols de la commune en 2018 (CLC).

### Risques majeurs
Le territoire de la commune de Saint-Flour-de-Mercoire est vulnérable à différents aléas naturels : météorologiques (tempête, orage, neige, grand froid, canicule ou sécheresse), feux de forêts, mouvements de terrains et séisme (sismicité faible). Il est également exposé à un risque technologique,  le transport de matières dangereuses, et à un risque particulier : le risque de radon. Un site publié par le BRGM permet d'évaluer simplement et rapidement les risques d'un bien localisé soit par son adresse soit par le numéro de sa parcelle.

#### Risques naturels
Saint-Flour-de-Mercoire est exposée au risque de feu de forêt. Un plan départemental de protection des forêts contre les incendies (PDPFCI) a été approuvé en décembre 2014 pour la période 2014-2023. Les mesures individuelles de prévention contre les incendies sont précisées par divers arrêtés préfectoraux et s’appliquent dans les zones exposées aux incendies de forêt et à moins de 200 mètres de celles-ci. L’arrêté du 23 mars 2018, complété par un arrêté de 2020, réglemente l'emploi du feu en interdisant notamment d’apporter du feu, de fumer et de jeter des mégots de cigarette dans les espaces sensibles et sur les voies qui les traversent sous peine de sanctions. L'arrêté du 23 août 2021, abrogeant un arrêté de 2002, rend le débroussaillement obligatoire, incombant au propriétaire ou ayant droit,,.

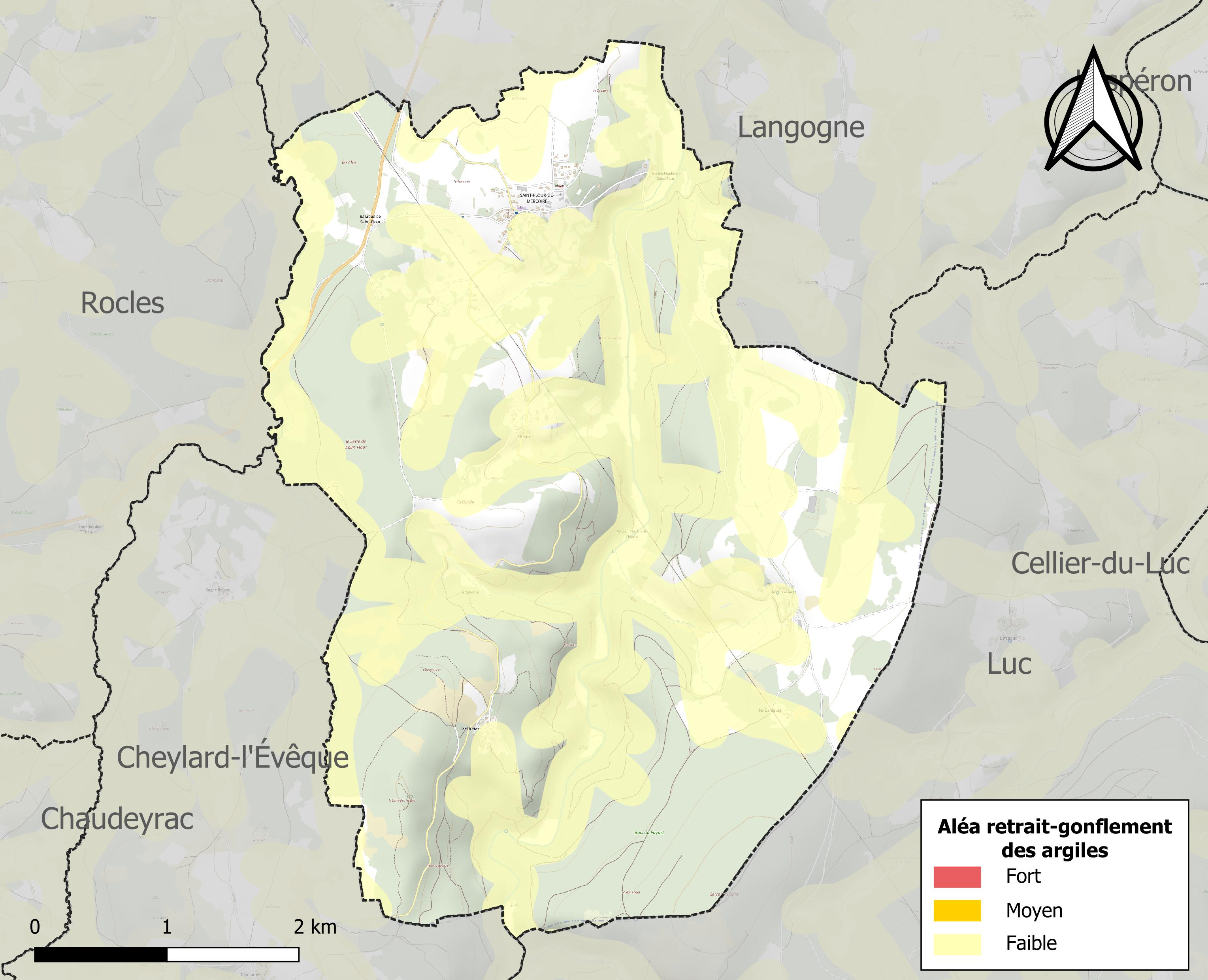
Carte des zones d'aléa retrait-gonflement des sols argileux de Saint-Flour-de-Mercoire.

Les mouvements de terrains susceptibles de se produire sur la commune sont des éboulements, chutes de pierres et de blocs et des glissements de terrain.
Le retrait-gonflement des sols argileux est susceptible d'engendrer des dommages importants aux bâtiments en cas d’alternance de périodes de sécheresse et de pluie. Aucune partie du territoire de la commune n'est en aléa moyen ou fort (15,8 % au niveau départemental et 48,5 % au niveau national). Sur les 118 bâtiments dénombrés sur la commune en 2019,  aucun n'est en aléa moyen ou fort, à comparer aux 14 % au niveau départemental et 54 % au niveau national. Une cartographie de l'exposition du territoire national au retrait gonflement des sols argileux est disponible sur le site du BRGM,.
Par ailleurs, afin de mieux appréhender le risque d’affaissement de terrain, l'inventaire national des cavités souterraines permet de localiser celles situées sur la commune.
La commune a été reconnue en état de catastrophe naturelle au titre des dommages causés par les inondations et coulées de boue survenues en 1982, 1994 et 2020. 

#### Risques technologiques
Le risque de transport de matières dangereuses sur la commune est lié à sa traversée par des infrastructures routières ou ferroviaires importantes ou la présence d'une canalisation de transport d'hydrocarbures. Un accident se produisant sur de telles infrastructures est susceptible d’avoir des effets graves sur les biens, les personnes ou l'environnement, selon la nature du matériau transporté. Des dispositions d’urbanisme peuvent être préconisées en conséquence.

#### Risque particulier
Dans plusieurs parties du territoire national, le radon, accumulé dans certains logements ou autres locaux, peut constituer une source significative d’exposition de la population aux rayonnements ionisants. Certaines communes du département sont concernées par le risque radon à un niveau plus ou moins élevé. Selon la classification de 2018, la commune de Saint-Flour-de-Mercoire est classée en zone 3, à savoir zone à potentiel radon significatif.

## Toponymie
Le nom de la commune est Sant Flor en occitan selon la norme classique et se prononce [sɔ̃'flu(r)].

## Histoire
Les dames de l'abbaye de Mercoire avaient fondé cette paroisse de Saint-Flour et percevaient la dîme, nommaient le curé et assuraient son traitement.
La bête du Gévaudan y fit ses premières victimes au cours de l'été 1764.

## Politique et administration
| Période         | Période  | Identité              | Étiquette | Qualité     |
| --------------- | -------- | --------------------- | --------- | ----------- |
| (maire en 1981) |          | Denis Dubois          |           |             |
| avant 1995      | ?        | Michel Lhermet        | DVD       |             |
| 2001            | 2008     | Jean-François Richard |           |             |
| 2008            | 2014     | Charles Castanier     |           |             |
| 2014            | En cours | Guy Mayrand           | DVD-LR    | Agriculteur |

## Population et société

### Démographie
L'évolution du nombre d'habitants est connue à travers les recensements de la population effectués dans la commune depuis 1793. Pour les communes de moins de 10 000 habitants, une enquête de recensement portant sur toute la population est réalisée tous les cinq ans, les populations de référence des années intermédiaires étant quant à elles estimées par interpolation ou extrapolation. Pour la commune, le premier recensement exhaustif entrant dans le cadre du nouveau dispositif a été réalisé en 2005.

En 2022, la commune comptait 185 habitants, en évolution de −3,65 % par rapport à 2016 (Lozère : +0,11 %, France hors Mayotte : +2,11 %).
| 1793 | 1800 | 1806 | 1821 | 1831 | 1836 | 1841 | 1846 | 1851 |
| ---- | ---- | ---- | ---- | ---- | ---- | ---- | ---- | ---- |
| 182  | 200  | 155  | 246  | 277  | 239  | 303  | 294  | 316  |

| 1856 | 1861 | 1866 | 1872 | 1876 | 1881 | 1886 | 1891 | 1896 |
| ---- | ---- | ---- | ---- | ---- | ---- | ---- | ---- | ---- |
| 318  | 377  | 322  | 344  | 386  | 374  | 374  | 416  | 387  |

| 1901 | 1906 | 1911 | 1921 | 1926 | 1931 | 1936 | 1946 | 1954 |
| ---- | ---- | ---- | ---- | ---- | ---- | ---- | ---- | ---- |
| 384  | 391  | 317  | 260  | 253  | 258  | 232  | 187  | 151  |

| 1962 | 1968 | 1975 | 1982 | 1990 | 1999 | 2005 | 2006 | 2010 |
| ---- | ---- | ---- | ---- | ---- | ---- | ---- | ---- | ---- |
| 165  | 130  | 106  | 109  | 113  | 121  | 155  | 159  | 184  |

| 2015 | 2020 | 2022 | - | - | - | - | - | - |
| ---- | ---- | ---- | - | - | - | - | - | - |
| 192  | 186  | 185  | - | - | - | - | - | - |

## Économie

### Revenus
En 2018, la commune compte 68 ménages fiscaux, regroupant 190 personnes. La médiane du revenu disponible par unité de consommation est de 19 470 € (20 420 € dans le département).

### Emploi
|                | 2008  | 2013  | 2018  |
| -------------- | ----- | ----- | ----- |
| Commune        | 2,1 % | 1,8 % | 2,4 % |
| Département    | 5 %   | 6,4 % | 7,1 % |
| France entière | 8,3 % | 10 %  | 10 %  |

En 2018, la population âgée de 15 à 64 ans s'élève à 126 personnes, parmi lesquelles on compte 78 % d'actifs (75,6 % ayant un emploi et 2,4 % de chômeurs) et 22 % d'inactifs,. Depuis 2008, le taux de chômage communal (au sens du recensement) des 15-64 ans est inférieur à celui de la France et du département.
La commune est hors attraction des villes,. Elle compte 40 emplois en 2018, contre 42 en 2013 et 38 en 2008. Le nombre d'actifs ayant un emploi résidant dans la commune est de 96, soit un indicateur de concentration d'emploi de 42 % et un taux d'activité parmi les 15 ans ou plus de 63,8 %.
Sur ces 96 actifs de 15 ans ou plus ayant un emploi, 21 travaillent dans la commune, soit 22 % des habitants. Pour se rendre au travail, 88,3 % des habitants utilisent un véhicule personnel ou de fonction à quatre roues, 1,1 % les transports en commun, 3,2 % s'y rendent en deux-roues, à vélo ou à pied et 7,4 % n'ont pas besoin de transport (travail au domicile).

## Culture locale et patrimoine

### Lieux et monuments
Saint-Flour-de-Mercoire se situe sur le parcours que l'écrivain Robert Louis Stevenson a effectué en 1878 et qu'il a relaté dans Voyage avec un âne dans les Cévennes. Il y fit halte dans le hameau de l'Herm, que l'actuel GR70, aussi appelé « chemin de Stevenson », traverse en direction de Sagnerousse.
Au centre du village est érigée la statue de saint Roch, qui protégea les animaux du choléra.
Le hameau des Choisinets abrite les ruines assez remarquables d'un ancien orphelinat des Frères des écoles chrétiennes, intégrant une église (Sainte-Germaine), le tout datant du milieu du XIXe siècle jusqu'au milieu du XXe. Des travaux de conservation sont entrepris par l'association « Le Choisinaît ».

#### Théâtre
Le théâtre de l'Arentelle (« théâtre vicinal ») - les représentations ont lieu principalement hors saison estivale - contribue à maintenir une vie culturelle dans la région. Il est géré par l'association L'Hermine de rien.

#### Bâtiments religieux
La petite église Saint-Roch, bien conservée, possède une nef à deux travées, la seconde décorée d’arcades. Le clocher ancien a été démoli en 1793.
- Église Saint-Roch de Saint-Flour-de-Mercoire.
- Église Sainte-Germaine du Choisinès.

### Personnalités liées à la commune
- Robert Louis Stevenson